# 米兰2
米兰2，也译作米兰-2、米兰第二住宅区，是位于意大利伦巴第大区米蘭廣域市塞格拉泰市镇的一个住宅区。最初作为市区重建由意大利总理贝卢斯科尼掌控的「Fininvest集团」旗下地产商「Edilnord」兴建。这里居住着包括贝卢斯科尼在内的意大利各界人物。

## 特色
由人行道和桥梁组成的交通网络覆盖全区，这是米兰2的主要特点，所以没有一般住宅区的交通问题。米兰2在开发时被定义为一个上流社会中产阶级子女家庭居住的地方。它于1970年动工，1979年竣工。地标是一个人工湖（il laghetto）和一个儿童游乐场。 

## 媒体
米兰2是意大利传媒业发展历史上的重要坐标。意大利最早的私人电视台「TeleMilano」于1974年作为一家小型网络电视公司，即发祥于此。后来在这里发展的「 Canale 5 」则是意大利最早的私人付费频道。